# Malfunkshun
Malfunkshun é uma banda formada em 1980 por Andrew Wood e seu irmão Kevin Wood. Malfunkshun, junto as bandas Green River e The Melvins (e também Neil Young), são considerados os "padrinhos" do grunge.

## História
Os irmãos Andrew e Kevin Wood de Bainbridge Island, Washington, junto com Dave Hunt e Dave Rees formaram Malfunkshun, originalmente como um quarteto e não o power trio do qual se tornaram conhecidos. David Hunt e Dave Rees tocaram com Malfunkshun por apenas um concerto, o primeiro na bateria e o último no baixo. Após a saída de Rees e Hunt, Andy assumiu o baixo e o baterista Regan Hagar foi recrutado do Maggot Brains.
Durante os concertos do Malfunkshun cada membro da banda possuía um alter-ego. O de Andrew era L'Andrew the Love Child, Kevin era Kevinstein e Regan se tornou Thundarr. O personagem de palco de Kevin não era tão sólido quanto os de Andy ou Regan, sendo chamado por vezes de "the Axe-Handler" e até mesmo um antigo pôster do Malfunkshun desenhado a mão por Andy Wood o chama de "Led Springsteen". Usando maquiagem e roupas vistosas em estilo glam com influência do Kiss, e outras bandas favoritas, Malfunkshun era conhecido por seus dinâmicos concertos ao vivo. Como L'andrew, Andy era imprevisível e vagava pela multidão durante os concertos com seu baixo wireless Steinberger, e até mesmo parava os concertos para comer cereal, e jogar o resto na platéia. Andrew se tornou crescentemente envolvido com drogas e em 1985 se internou em uma clínica de reabilitação. Durante este tempo o Malfunkshun ficou em hiato.
Quando Andy retornou, a banda recomeçou as atividades e contribuiu com "With Yo' Heart (Not Yo' Hands)" e "Stars-n-You" para a compilação Deep Six da C/Z Records. Apesar de seu som densamente distorcido, Sub Pop, o selo conhecido como "a" gravadora grunge, nunca teve muito interesse pela banda, os recusando por não serem grunges o suficiente. Isto não era um problema para a banda já que ela não se via como grunge para começo de conversa. Apesar de estarem começando a ganhar popularidade, eles raramente eram a atração principal de seus próprios concertos.
Dissolvendo, mas nunca formalmente disbandando, Malfunkshun ficou em segundo plano uma vez que Andy e Regan estavam realizando jam sessions com os membros do Green River, Stone Gossard e Jeff Ament. Estas sessões foram o começo do Lords Of The Wasteland, que se tornaria Mother Love Bone após a adição de Greg Gilmore e Bruce Fairweather. Kevin formou o Fire Ants em 1992 com seu irmão Brian e Chad Channing, antigo baterista do Nirvana. Mais tarde, Kevin e Brian se juntaram a Ben Shepherd, antes do Soundgarden, para formar o Devilhead. Hagar seguiu em frente tocando com Satchel, com Shawn Smith, e Brad, com Shawn Smith e Stone Gossard.
Um conjunto de demos e gravações do Malfunkshun da metade dos anos 80 foram lançados no selo de Stone Gossard e Regan Hagar, Loosegroove Records em 1995, como Return to Olympus, ficando como o maior lançamento de material da banda por uma gravadora grande.
Em 2005, um documentário sobre a vida e trabalho de Andrew Wood intitulado Malfunkshun: The Andrew Wood Story estreou no Seattle International Film Festival. Está atualmente em desenvolvimento e aguardando lançamento em DVD.
Em 24 de outubro de 2006, os membros sobreviventes do Malfunkshun, Kevin Wood e Regan Hagar, mais o vocalista Shawn Smith e o baixista Cory Kane, começaram a escrever novo material junto a letras escritas por Andrew Wood antes de sua morte, para o lançamento de um novo álbum, para um subseqüente turnê. A banda originalmente pretendeu utilizar o nome Malfunkshun, mas logo mudaram para Subfunkshun ou The Subfunkshun Project, e eventualmente decidiram por From The North.

## Integrantes

### Formação 1980
- Andrew Wood - vocal
- Kevin Wood - guitarra
- Dave Rees - baixo
- Dave Hunt - bateria

### Formação 1980 - 1988
- Andrew Wood - vocal, baixo
- Kevin Wood - guitarra
- Regan Hagar - bateria

### Formação 2006 - presente
- Shawn Smith - vocal
- Kevin Wood - guitarra
- Mike Hommel - bateria
- Thorsten Schau - guitarra
- Rob Day - baixo

## Discografia

### Álbuns de estúdio
- Return to Olympus (Loosegroove Records, 1995)

### Contribuições em compilações
- "With Yo' Heart (Not Yo' Hands)" e "Stars-N-You" em Deep Six (C/Z Records, 1986).
- "My Only Fan" e "Shotgun Wedding" em Another Pyrrhic Victory: The Only Compilation Of Dead Seattle God Bands (C/Z Records, 1989).

## Características musicais
Malfunkshun é descrito como "mescla entre o glam e hard rock fusionado com os riffs repetitivos característicos do grunge". Paul Tinelli da All Music Guide descreve a banda como "combinava os grandes ganchos e refrões do heavy metal com o espírito elétrico do punk". Entretanto, a própria banda criou um título para o estilo musical que tocavam, chamado de love rock. De acordo com o guitarrista Kevin Wood, o termo era "uma coisa grande, poderosa e linda. Energia positiva".